# Aleksej Andreevič Tupolev
Aleksej Andreevič Tupolev (in russo Алексей Андреевич Туполев?, traslitterato anche come Aleksei Andreyevich Tupolev; Mosca, 20 maggio 1925 – Mosca, 12 maggio 2001) è stato un ingegnere aeronautico sovietico.
Figlio del famoso progettista Andrej Tupolev, si laureò al Università di aviazione di Mosca nel 1949 e cominciò a lavorare con suo padre all'ufficio tecnico Tupolev.
Diventò capo progettista nel 1963 e progettista generale nel 1973. Progettò il primo aereo supersonico passeggeri, il Tupolev Tu-144. Aiutò inoltre il progetto dello Shuttle sovietico: il Buran.